# The Crystal Method
The Crystal Method – duet tworzą Ken Jordan i Scott Kirkland. Zespół uznawany jest za amerykański odpowiednik The Chemical Brothers i jednym tchem wymieniany jest z takimi przedstawicielami gatunku breakbeat jak The Prodigy, Fatboy Slim czy Underworld. Pochodząca z Las Vegas formacja zasłynęła nagrywając muzykę do filmów Blade 2, Spawn, Zoolander, London czy Mortal Kombat, jak również do licznych gier komputerowych np. League of Legends oraz seriali, np. Kości czy Brygada ratunkowa.

## Dyskografia
| Vegas                       | - Data: 8 września 1997 - Wydawca: Outpost Records | 92 | — | - USA: platynowa płyta |
| Tweekend                    | - Data: 31 lipca 2001 - Wydawca: Geffen Records    | 32 | — |                        |
| Legion of Boom              | - Data: 13 stycznia 2004 - Wydawca: V2 Records     | 36 | — |                        |
| Divided by Night            | - Data: 12 marca 2009 - Wydawca: Tiny e Records    | 38 | 4 |                        |
| The Crystal Method          | - Data: 14 stycznia 2014 - Wydawca: Tiny e Records | 56 | 9 |                        |
| "—" album nie był notowany. |                                                    |    |   |                        |